# Владимир Лукич
Владимир Лукич (серб. Владимир Лукић, народився в 1933 році в селі Дабар біля Санського Мосту) — боснійський політик сербської національності, прем'єр-міністр Республіки Сербської з 20 січня 1993 року по 18 серпня 1994 року.
У 1961 році отримав диплом з геодезії на факультеті архітектури, будівництва та геодезії в Загребі, у 1990 році захистив габілітацію. З 1 липня 1992 року по 19 грудня 1992 року був представником сербів в UNPROFOR у Сараєво, потім з 1993 по 1994 рік очолював уряд Республіки Сербської у складі Боснії і Герцеговини . Представляв Сербську демократичну партію. З 1994 по 1995 рік був деканом факультету лісового господарства Університету Баня-Луки, а з 1996 року деканом факультету архітектури та будівництва. У 1995 році брав участь у Дейтонських перемовинах. Потім був радником Торгово-промислової палати Республіки Сербської, а з квітня 2008 року технічним директором Будівельного інституту в Баня-Луці. У 2009 році став членом Сенату Республіки Сербської, потім щоразу переобирався.